# Gesonia terrosa
Gesonia terrosa là một loài bướm đêm trong họ Noctuidae.